# Чифтчи, Реджеп
Реджеп Чифтчи (тур. Recep Çiftçi; род. 30 марта 1995 года) — турецкий дзюдоист-паралимпиец, бронзовый призёр летних Паралимпийских игр 2020 в Токио.

## Биография
27 августа 2021 года принял участие на летних Паралимпийских играх 2020 в Токио в весовой категории до 60 кг. В 1/8 финала победил уругвайца Хенри Борхеса, в четвертьфинале уступил азербайджанцу Вугару Ширинли. В финале утешительного турнира победил японца Такааки Хираи, в поединке за третье место одержал победу над венесуэльцем Маркосом Деннисом Бланко и завоевал бронзовую медаль Паралимпиады-2020.
6 сентября 2024 года на летних Паралимпийских играх 2024 в Париже соревновался в весовой категории до 73 кг (класс J2). В 1/8 финала уступил румынскому спортсмену Даниэлю Варгоцки и выбыл из турнира.

## Спортивные результаты
| Год  | Турнир                          | Место проведения | Категория    | Место |
| ---- | ------------------------------- | ---------------- | ------------ | ----- |
| 2017 | Чемпионат Европы                | Уолсолл          | до 60 кг     | 3     |
| 2018 | Чемпионат мира                  | Одивелаш         | до 66 кг     | 16    |
| 2019 | Чемпионат Европы                | Генуя            | до 60 кг     | 2     |
| 2021 | Летние Паралимпийские игры 2020 | Токио            | до 60 кг     | 3     |
| 2022 | Чемпионат Европы                | Кальяри          | до 73 кг, J2 | 7     |
| 2022 | Чемпионат мира                  | Баку             | до 73 кг, J2 | 14    |
| 2022 | Чемпионат Европы                | Роттердам        | до 73 кг, J2 | 7     |
| 2024 | Летние Паралимпийские игры 2024 | Париж            | до 73 кг, J2 | 9     |